# 村中
村中（むらなか）は、愛知県小牧市の地名。

## 地理
小牧市北西部に位置する。東は間々原新田、南は村中新田、北西は入鹿出新田に接する。

### 河川・池沼
- 巾下川

### 交通
- 名神高速道路・東名高速道路小牧インターチェンジ
- 名古屋高速道路11号小牧線小牧北インターチェンジ
- 国道41号
- 国道155号
- 愛知県道158号小口名古屋線

### 施設
- コモ本社

## 歴史

### 沿革
- 江戸時代 - 尾張藩領小牧代官所支配の尾張国春日井郡村中村として所在[2]。途中、村中原新田村が分村[2]。
- 1880年（明治13年） - 愛知県東春日井郡村中村となる[3]。
- 1889年（明治22年） - 境村大字村中となる[3]。
- 1906年（明治39年） - 小牧町大字村中となる[3]。
- 1955年（昭和30年） - 小牧市大字村中となる[3]。
- 1975年（昭和50年） - 一部が西島町・村中新町・弥生町となる[3]。

### WEB
1. ↑  “読み仮名データの促音・拗音を小書きで表記するもの(zip形式) 愛知県” (zip).   日本郵便 (2024年2月29日). 2024年3月26日閲覧。
2. ↑  “市外局番の一覧” (PDF).   総務省 (2022年3月1日). 2022年3月22日閲覧。
3. ↑  “ナンバープレートについて”.   一般社団法人愛知県自動車会議所. 2024年1月21日閲覧。

### 書籍
1. 1 2  「角川日本地名大辞典」編纂委員会 1989, p. 1684.
2. 1 2  「角川日本地名大辞典」編纂委員会 1989, p. 1321.
3. 1 2 3 4 5  「角川日本地名大辞典」編纂委員会 1989, p. 1322.